# Succo di limone

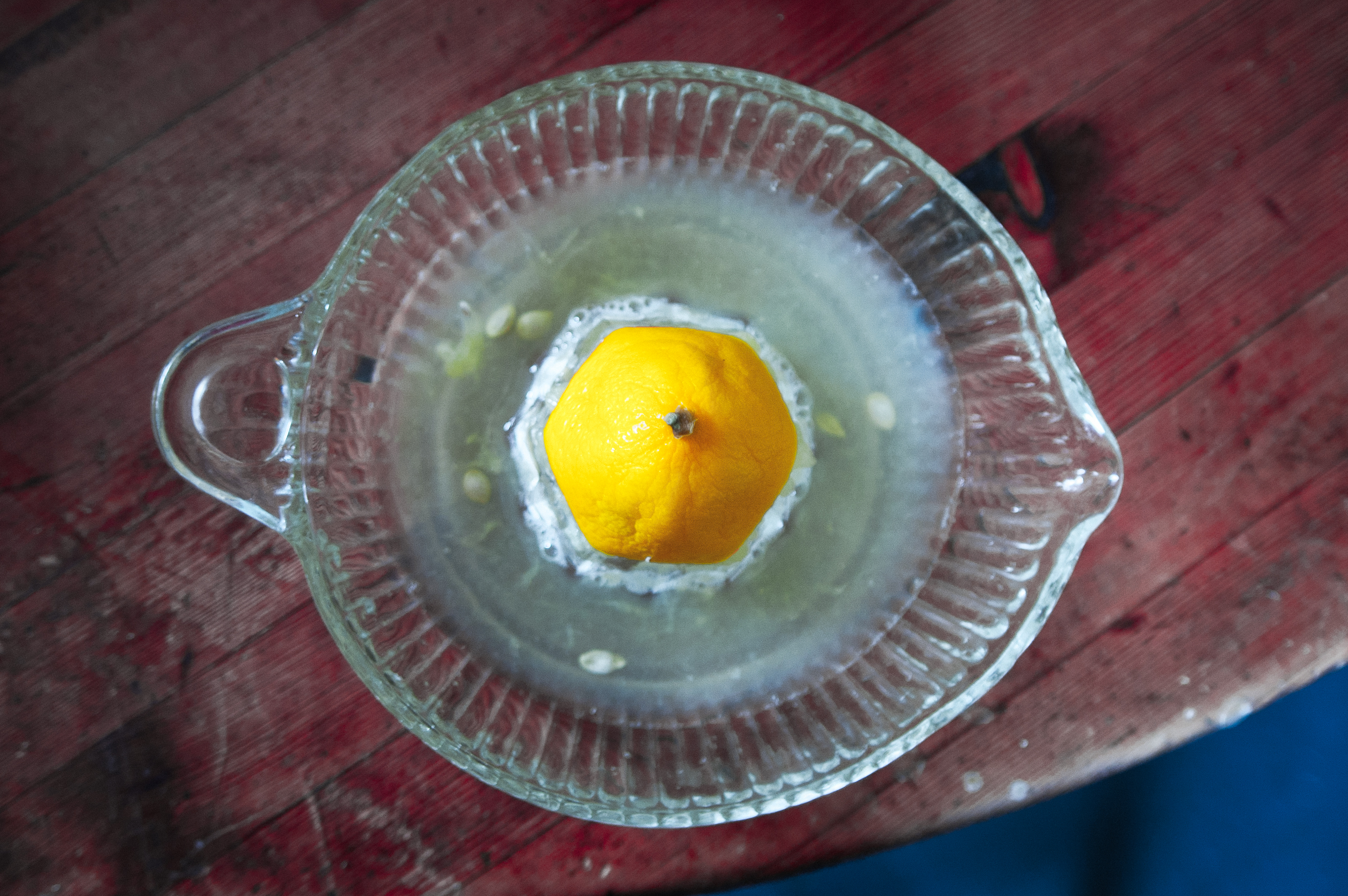
Limone appena spremuto

Il succo di limone è un succo di frutta ottenuto dalla spremitura della polpa del limone. Presenta numerosi usi all'interno del panorama culinario e nella preparazione di bevande. Presenta un gusto tipicamente acido, dovuto alla presenza di acido citrico (di media 5-6%) e un pH ≃ 2.2. Un limone, in base alla taglia, può dare dai 30 ai 60 ml di succo una volta spremuto.

## Valori nutrizionali
| Composizione chimica          | valore per 100 g |
| ----------------------------- | ---------------- |
| Acqua                         | 92,1 g           |
| Carboidrati (di cui zuccheri) | 1,4 g            |
| Proteine                      | 0,2 g            |
| Grassi                        | 0 g              |

## Micronutrienti
| Micronutrienti   | valore per 100 g | RDA%*  |
| ---------------- | ---------------- | ------ |
| Sodio (Na)       | 2 mg             | 0,13 % |
| Potassio (K)     | 140 mg           | 2,98%  |
| Ferro (Fe)       | 0,2 g            | 2,50%  |
| Calcio (Ca)      | 14 mg            | 1,40%  |
| Fosforo (P)      | 10 mg            | 1,43%  |
| Tiamina (B1)     | 0,02 mg          | 1,67%  |
| Riboflavina (B2) | 0,02 mg          | 1,54%  |
| Niacina (B3)     | 0,2 mg           | 1,25%  |
| Vitamina A       | Tracce           | ~0%    |
| Vitamina C       | 43 mg            | 47,78% |
| Vitamina E       | Tracce           | ~0%    |

*RDA%= Recommended Daily Allowance, Dose Giornaliera Consigliata

## Alcolici
Il succo di limone viene utilizzato anche nella preparazione di alcolici.

### Cocktail
Può essere utilizzato come ingrediente in alcuni cocktail, come ad esempio il Rusty Nail (reso celebre da Gene Takovic, personaggio di Better Call Saul). Presente anche in altri cocktail, come il White Lady, Gin Fizz e il Daiquiri.

### Liquori
Più diffuso e ritenuto tipico italiano, il limoncello è un liquore a base di succo di limone. La quantità di succo usata nella preparazione varia in base alla ricetta usata, ma in genere si aggira intorno a 20 limoni (600-1200 ml). In ogni caso molto più spesso questo liquore si ottiene dalla macerazione in alcool etilico di scorze di limone ben pulite dalla parte bianca, che renderebbe amaro il prodotto finale. La proporzione in tal caso è di 4 - 6 limoni per litro.

## Utilizzi culinari
Il succo di limone è un ingrediente estremamente versatile e che viene utilizzato nella preparazioni di numerosi piatti e bevande.

### Carni
Viene utilizzato nelle marinature di alcuni tipi di carne per rendere la carne stessa più tenera, dato che l'acido citrico agisce sul collagene andando a rompere alcuni legami interni tramite idrolisi, rendendo la carne più morbida e facile all'assorbimento di altri ingredienti della marinatura.

### Pesce
Il succo di limone viene utilizzato anche per la marinatura o per accompagnare la cottura di alcuni tipi di pesce, di solito d'acqua salata, come per esempio orata e branzino.

#### Salse per pesce
Un altro utilizzo legato al pesce può essere trovato nella Citronette, una emulsione a base di limone, molto simile alla Vinaigrette, ma propria di un sapore agrumato donato dal limone. 

### Bevande
Per quando riguarda gli utilizzi analcolici, la più celebre è la limonata.
Il succo di limone pensato per l'utilizzo nella creazione di bevande di solito viene spremuto con ancora la scorza, in modo tale da estrarre il maggior aroma possibile dal frutto.

### Pasticceria
Il succo di limone viene utilizzato in pasticceria per donare al prodotto finale un distinto aroma di limone senza andare a utilizzare la polpa del frutto stesso, in quanto potrebbe andare a incidere sugli equilibri chimici del composto.